# Smodix reticulata
Genre
Espèce
Synonymes
- Tmeticus reticulatus Emerton, 1915

Smodix reticulata, unique représentant du genre Smodix, est une espèce d'araignées aranéomorphes de la famille des Linyphiidae.

## Distribution
Cette espèce est endémique d'Alberta au Canada,.

## Publications originales
- Emerton, 1915 : Canadian spiders, II. Transactions of the Connecticut Academy of Arts and Sciences, vol. 20, p. 145-160 (texte intégral).
- Bishop & Crosby, 1938 : Studies in Ameran spiders: Miscellaneous genera of Erigoneae, Part II. Journal of the New York Entomological Society, vol. 46, p. 55-107.